# بيير روبرت (ملحن)
بيير روبرت (بالفرنسية: Pierre Robert)‏ هو ملحن فرنسي، ولد في 1618 في Louvres, Val-d'Oise ‏ في فرنسا، وتوفي في 28 ديسمبر 1699 في باريس في فرنسا.

## وصلات خارجية
- بيير روبرت على موقع ميوزك برينز (الإنجليزية)
- بيير روبرت على موقع ديسكوغز (الإنجليزية)